# Mariana Carcelén
María Ana Carcelén de Guevara y Larrea-Zurbano, llamada comúnmente Mariana, (Quito, 27 de julio de 1805-Quito, 15 de diciembre de 1861) fue una notable dama quiteña, miembro de una aristocrática familia de la capital de la entonces Audiencia de Quito perteneciente al Imperio Español. Poseyó algunos títulos nobiliarios importantes, incluidos los marquesados de Solanda y de Villarocha. Fue también esposa del prócer independentista venezolano Antonio José de Sucre, Gran Mariscal de Ayacucho, por lo que es considerada además la primerísima primera dama de Bolivia.

## Biografía

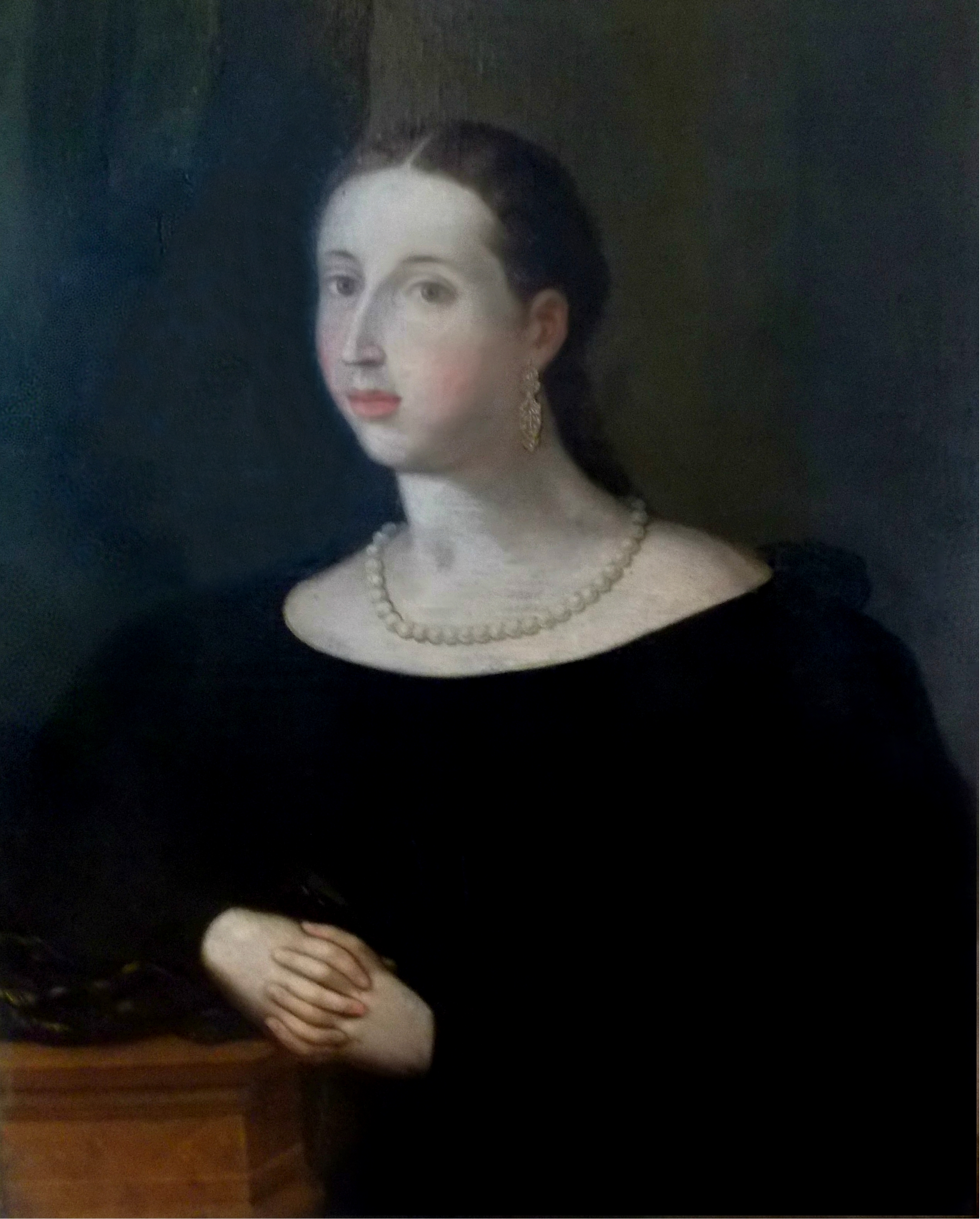
Teresa Larrea y Jijón, madre.

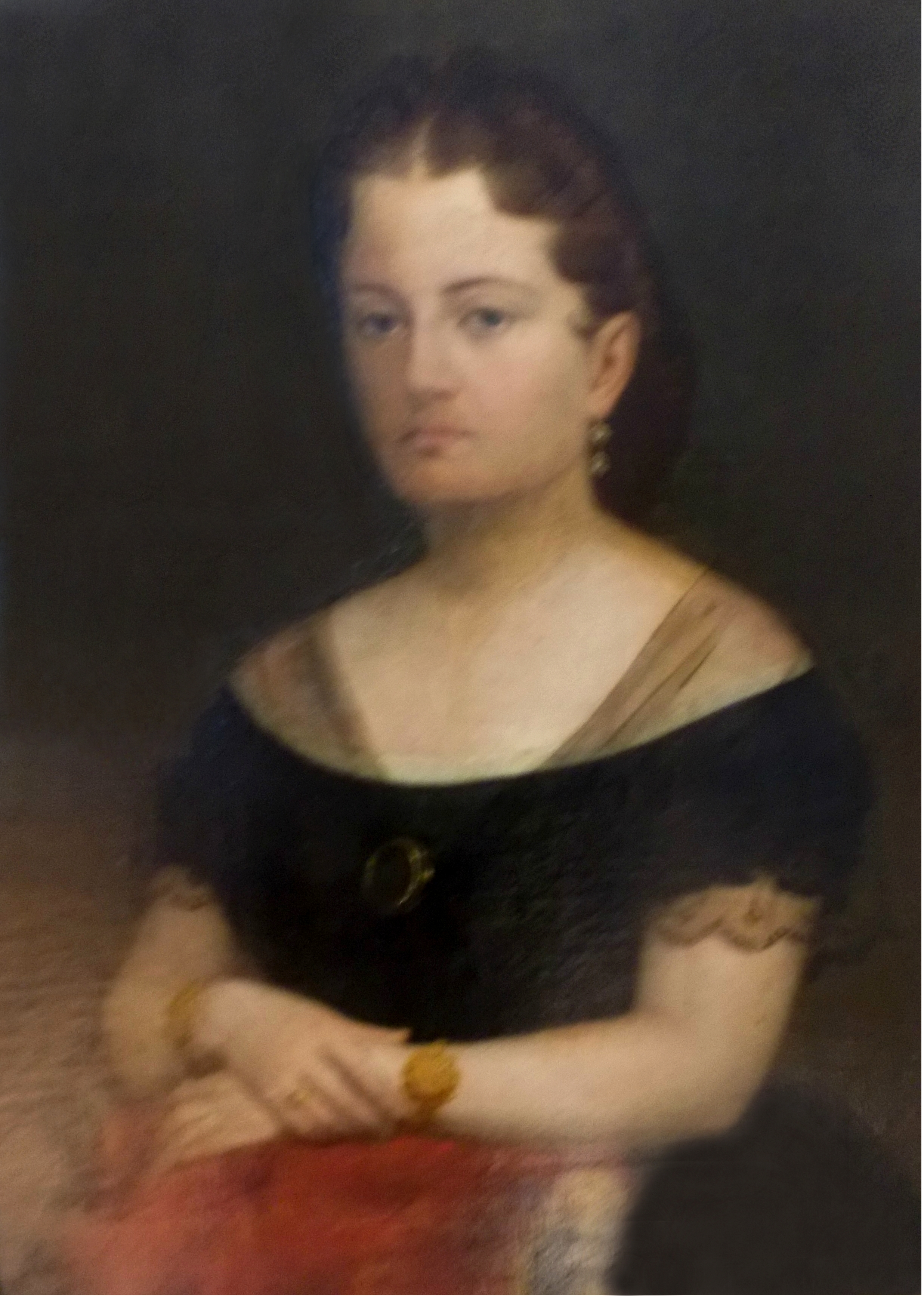
Maria Rosa Carcelén, hermana.

Nació en la Hacienda Solanda a las afueras de la ciudad de Quito, como la primogénita de Felipe Carcelén y Sánchez de Orellana, sexto marqués de Solanda y quinto marqués de Villarocha, quien fuera capitán general de San Francisco Borja (actual Perú) y primer alcalde ordinario de la ciudad de Quito; y de Teresa de Larrea y Jijón. Su padre también participó de la Revolución Quiteña del 10 de agosto de 1809, en cuya Junta de Gobierno fue representante y vocal por el barrio de la Catedral o Central, todo esto cuando Mariana contaba con solo cuatro años de edad.
La niña recibió sus nombres en honor a su tía-abuela, Mariana Sánchez de Orellana y Rada, V marquesa de Solanda y quien, al morir sin descendencia en 1803, testó el título y el mayorazgo a favor de su sobrino Felipe.
Mariana era la segunda de siete hermanos: Mercedes (muerta poco tiempo después de nacida), Josefa, Vicente José (fallecido al año de haber nacido), María Rosa, María Manuela y Felipe. Su hermana María Manuela contrajo matrimonio con su pariente Modesto Larrea y Carrión, Marqués de San José, pero el enlace fue disuelto más tarde por la autoridad eclesiástica.
Se supone que fue educada en algún convento quiteño en manualidades, aunque nunca descolló en ciencias o en artes, como era común en las mujeres en ese periodo histórico. Tras la muerte de su padre, el 8 de agosto de 1823, Mariana heredó sus títulos nobiliarios, que le sirvieron como armas para influir en el pensamiento político y cultural de la época. Entre los bienes heredados por la marquesa, se encontraban la Mansión Carcelén en el centro de la ciudad de Quito, en la que vivió toda su vida, incluso después de casarse con el Gran Mariscal de Ayacucho; la Hacienda La Delicia en las inmediaciones del pueblo de Cotocollao, la hacienda y después Palacio de El Deán al oriente de la ciudad, cientos de cabezas de ganado, docenas de esclavos, un obraje de indígenas en la Hacienda Solanda y una cuenta bancaria en Europa.

### Matrimonio con Antonio José de Sucre

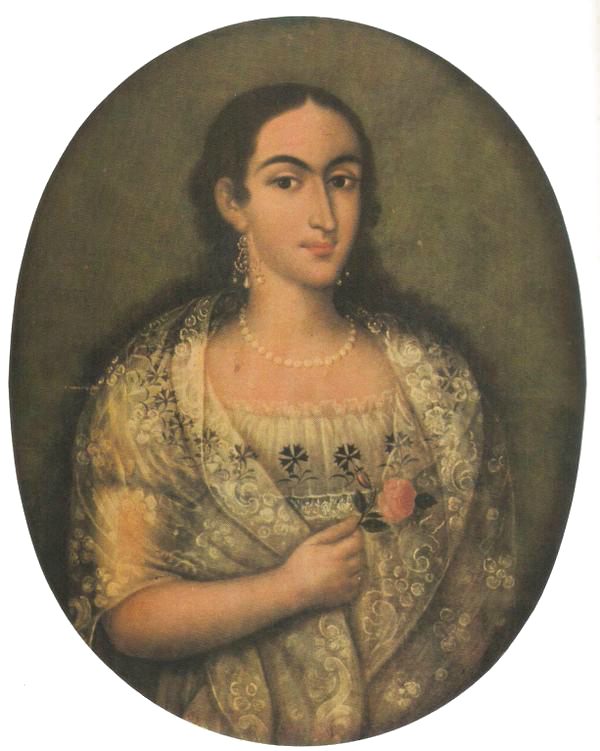
Mariana Carcelén de Guevara, por Diego Benalcázar (1827).

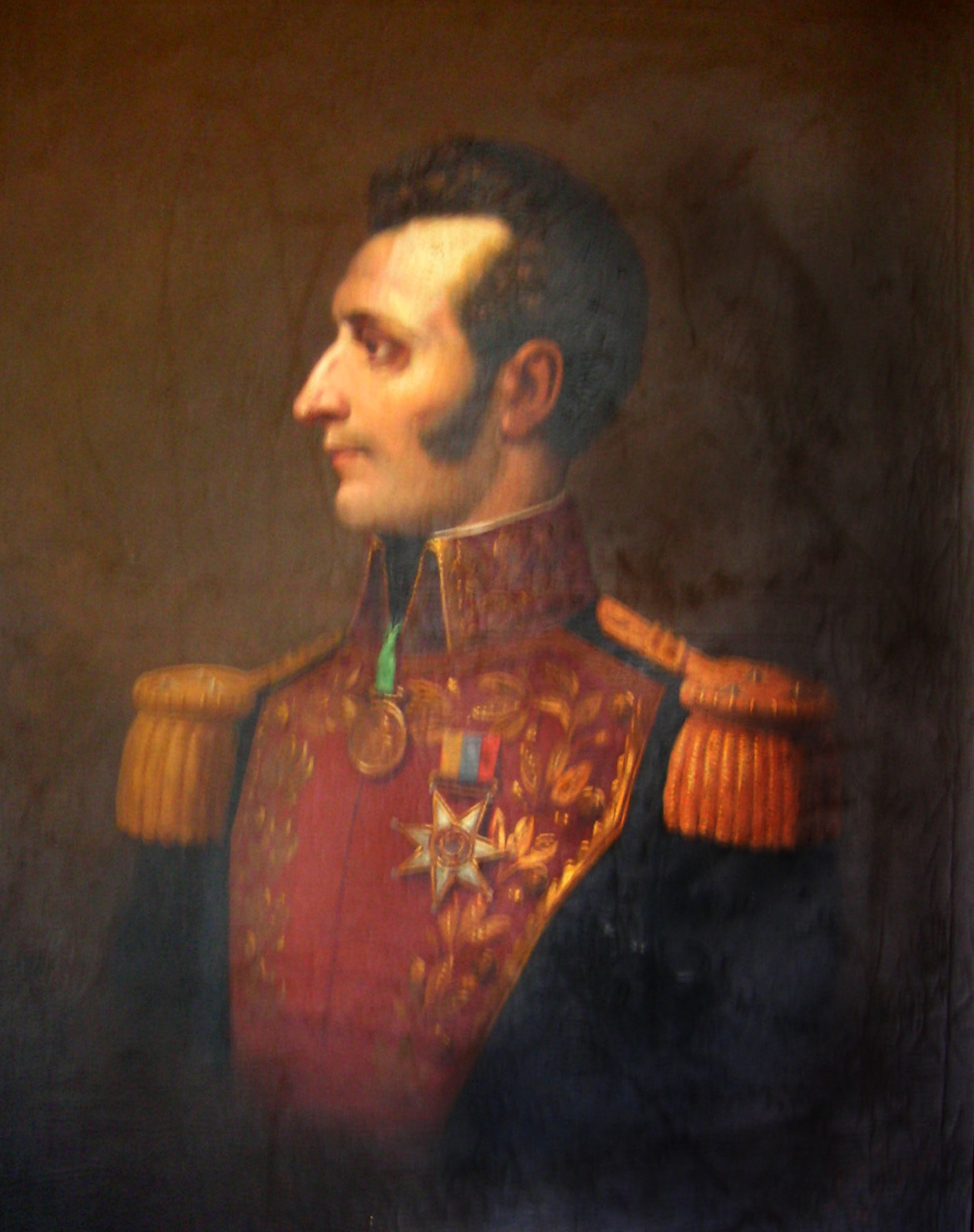
El mariscal Antonio José de Sucre.

El 24 de mayo de 1822, Mariana Carcelén se refugió con su madre y hermanas en el convento de Santo Domingo, para evitar cualquier desmán de las fuerzas combatientes en la batalla de Pichincha. Después de la batalla, al oír el ruido de las tropas de Sucre que se alineaban frente al convento, la joven Mariana pidió prestada una capucha y, movida por la curiosidad, se asomó a verlo. Sucre al preguntar por quien aparentaba ser un fraile, un religioso le aclaró que se trataba de la marquesa de Solanda que se había refugiado allí. Seguidamente, el Mariscal entró al convento para hablar con Mariana y sus parientes ofreciéndoles toda clase de garantías para que pudieran volver tranquilas a su casa. En 1826, el gran mariscal quiso saber la opinión de Bolívar sobre este noviazgo, recurriendo a él no como jefe sino como padre y amigo; con esta consulta, quería asegurarse de no afectar los planes políticos del Libertador, quien al final se tornó comprensivo, aunque lamentó perder el constante apoyo de su pupilo.
Mientras cumplía con sus funciones presidenciales en Bolivia, Sucre mantuvo en la distancia su relación amorosa, renovada a través de un intenso intercambio epistolar. No obstante, de manera simultánea, entabló tres relaciones amatorias en Guayaquil, La Paz y Chuquisaca; en esta última población estrechó vínculos sentimentales con doña María Manuela Rojas, romance que le acarreó al cumanés serias complicaciones por cuanto esta mujer se hallaba comprometida con Casimiro Olañeta. El engañado, quien había sido consejero de Sucre, jamás le perdonó esta aleve traición y eso lo llevó a maquinar un atentado que se materializó el 18 de abril de 1828, suceso del cual su víctima salió malherida. A pesar de estas aventuras, en el fondo, Mariana seguía siendo la mujer de sus afectos. En medio de un ambiente político lleno de rivalidades, la firme intención de Sucre era retirarse de la actividad pública y reunirse con su amada Mariana.
Fue así como José Antonio pide la mano de Mariana en matrimonio, en parte enamorados, en parte presionados por la familia Carcelén. Debido a que el Mariscal Sucre no podía desatender su cargo de Presidente de Bolivia, entregó un poder al general Vicente Aguirre para que le representara en la ceremonia matrimonial efectuada el día 20 de abril de 1828 en la ciudad de Quito. Previamente, Sucre le encargó al general Aguirre adquirir la parte nororiental de la inmensa Mansión Carcelén para destinarla como residencia del matrimonio. Acto seguido, y mediante correspondencia, le reseñó a Sucre la estructura del inmueble, y éste, gracias a sus estudios colegiales de ingeniería, mandó unos planos para su rehabilitación y decoración.

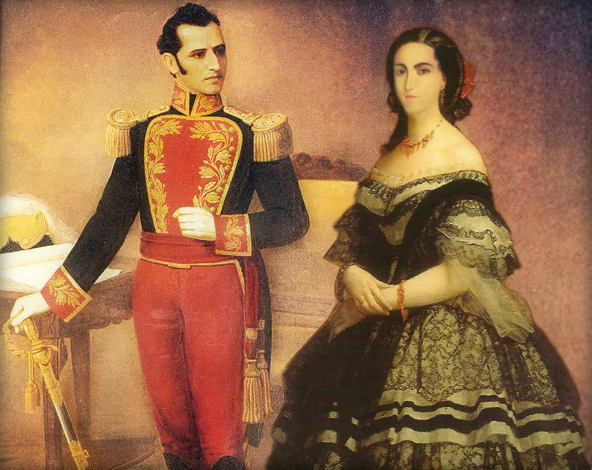
Mariana junto a su esposo, Antonio José de Sucre.

Luego, el Mariscal Sucre se dirigiría a Quito, a donde llegaría el 30 de septiembre de ese año para hacer vida familiar con su esposa, recibiendo una carta de Simón Bolívar deseándole lo mejor en su nueva vida y que viese cristalizados sus sueños personales: «Ojalá sea usted más dichoso que los héroes de la Grecia cuando tornaron de Troya. Quiera el cielo que usted sea feliz en los brazos de su nueva Penélope». De esta unión, diez meses más tarde, nació su hija María Teresa de Sucre y Carcelén de Guevara, aunque en un principio al padre no le agradó mucho que hubiese sido niña, y así lo hizo saber en repetidas ocasiones, pues confesó que «sin duda hubiese preferido un soldado para la Patria». Muy decepcionado se sintió Bolívar al no ser él el escogido como padrino de bautizo, a lo cual Sucre se esmeró por excusarse, ofreciéndole en nombre suyo y en el de Mariana las expresiones de agradecimiento por tantas muestras de afecto.
En su condición de esposa del Mariscal Sucre, Mariana se convirtió en la primerísima primera dama de Bolivia durante los ocho días posteriores a su boda por poderes, entre el 20 y el 28 de abril de 1828, después de lo cual su marido renunciaría a la presidencia de ese país. La Marquesa y el Mariscal invirtieron mucho tiempo y dinero en la ampliación de la antigua casa de hacienda de la familia Carcelén en el oriente de la ciudad, hasta convertirlo en una edificación conocida como Palacio de El Deán, y en el que la pareja pasó mucho tiempo a pesar de que su residencia oficial era la Mansión Carcelén, en el centro de Quito. Mariana aprovechó este tiempo para acercarse a la familia de su esposo, especialmente a su cuñado Jerónimo.

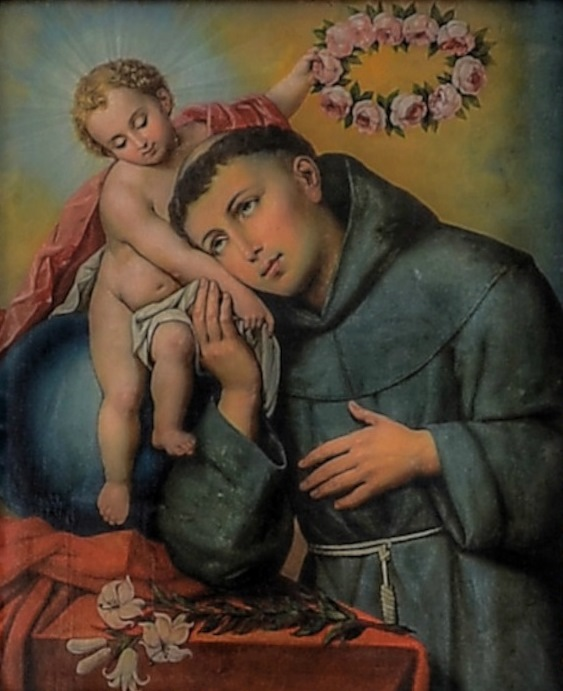
San Antonio, Anónimo, escuela quiteña. Regalo de la Marquesa al Mariscal

Pero al parecer, no todo era dicha para la pareja, pues la Marquesa no había resultado muy hábil para el manejo de los caudales heredados de su por demás rica familia. Se sabe incluso que se negó a pagar una contribución forzosa al Gobierno, aporte que finalmente debió efectuar Sucre de su propio peculio. En varios momentos, él se sintió desesperado ante los tropiezos que había experimentado en su intento por afianzar unas sólidas bases económicas que le aseguraran un mejor futuro a su primogénita.
En noviembre de 1829, el Mariscal Sucre recibió la orden de regresar a Bogotá para presidir un Congreso mediante el cual se quiso evitar la disolución de la Gran Colombia. Poco antes de abandonar Quito, dejó firmado su testamento declarando como heredera universal a su hija Teresa. Aún hoy persiste el dilema de por qué excluyó a su esposa, aunque autores como Rumazo sostienen que lo hizo en prevención a que ella enviudara y volviera a casarse, con lo cual la pequeña quedaría desamparada.
Durante el viaje a la capital grancolombiana, Mariana se mantuvo muy presente en la mente de Sucre, y él así se lo hizo saber: «Te escribo (…) para decirte que te pienso cada vez con más ternura, para asegurarte que desespero por ir junto a ti; para pedirte que por recompensa de mis delirios, de mi adoración por ti, me quieras mucho me pienses mucho(…) Todo, todo, todo lo pospondré a dos objetos: primero el complacerte, y segundo, a mi repugnancia por la carrera pública. Solo quiero vivir contigo en el retiro y en el sosiego. Me alegraré si puedo con esto darte pruebas incontestables de que mi corazón está enteramente consagrado a ti, y de que soy digno de que busques los medios de complacerme y de corresponderme». En una misiva posterior, confesó estar cada vez más enamorado de su esposa y para complacerla en la distancia, había recomendado a su edecán que le consiguiera unos brillantes y a su hermano Jerónimo que le comprara unas perlas, pero este último obsequio llegó tarde a su destinataria.

#### Asesinato de Sucre

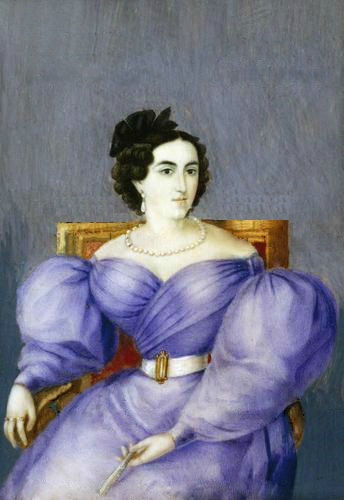
Retrato oficial de doña Mariana Carcelén.

Luego de terminado el Congreso extraordinario, Sucre intentó regresar a Quito antes de la fecha de su cumpleaños para así celebrarlo con su hija y su esposa. Más, fue asesinado el 4 de junio de 1830 en las montañas de Berruecos, al norte del entonces distrito del Sur, ya estando cerca de la ciudad de Pasto (actual Colombia). La Marquesa se enteró del hecho un par de semanas más tarde, debido a las dificultades comunicacionales de la época; dolida e indignada redactó entonces una enérgica carta al general José María Obando, acusándolo de haber tramado el homicidio de su esposo.
Al saberse la fatídica noticia, un grupo de payaneses remitió a la Marquesa un mensaje de condolencia. Mientras que, en su nota de pésame, esto le escribió Simón Bolívar: «No concibo, señora, hasta dónde llegará la opresión penosa que debe haber causado a usted esta pérdida tan irreparable como sensible(…) Todo nuestro consuelo, si es que hay alguno, se funda en los torrentes de lágrimas que Colombia entera y la mitad de América deben a tan heroico bienhechor». En medio de su tribulación, la viuda halla una luz de consuelo en estas elogiosas palabras del Libertador, y prepara una contestación no menos sentida: «Usted perdió un amigo leal que conocía sus méritos, y yo un compañero cuya triste memoria amargará los días de mi vida».
En reverencia a la voluntad testamentaria del Gran Mariscal, la marquesa le anunció a Simón Bolívar el envío de la espada que el Congreso de Colombia le había concedido a su marido por el triunfo alcanzado en la Batalla de Ayacucho. El Libertador finalmente sugiere que tal obsequio lo reciba la pequeña María Teresa, y decide además rendir un homenaje a Mariana confiriéndole el título de “Su Excelencia la Gran Mariscala de Ayacucho”.
Con el fin de rescatar el cuerpo del general inmolado, y así evitar que fuera profanado o cayera en manos de los enemigos, Mariana imparte órdenes a Isidro Arauz, Mayordomo del Palacio de El Deán y a Lorenzo Caicedo, sargento negro de su guardia personal, para que lo ubicaran y lo regresen a escondidas a Quito. Después de esto, los despojos mortales fueron enterrados con máxima discreción en el altar de la capilla del Palacio. La marquesa, sin embargo, hizo circular la noticia de que los restos yacían en la iglesia de San Francisco, con lo cual distrajo la atención de los investigadores y curiosos. Un par de años más tarde ordenó trasladarlos de manera sigilosa hasta el convento de El Carmen Bajo, donde fueron sepultados en el altar de la iglesia, hasta donde iba seguido a llorar sus restos y a ofrecer misas para el descanso de su alma, según contaban algunas monjas de la congregación.
Después de su viudez, Mariana siguió manteniendo correspondencia con la familia de su esposo y con el Libertador Simón Bolívar hasta la muerte de él. Se dice que Jerónimo Sucre, hermano del Mariscal, la trataba de "hermana", porque era lo único que le quedaba de quien si lo había sido por sangre.
Tras una larga búsqueda por parte de los gobiernos ecuatoriano y venezolano, y de la familia del Gran Mariscal, los restos ocultados por la marquesa durante siete décadas, fueron hallados finalmente en el año 1900. El descubrimiento se dio gracias a la revelación que hizo poco antes de morir la quiteña Rosario Rivadeneira, a quien Mariana le había confiado el secreto. Sobre el ataúd, la comisión de médicos forenses halló un vestido negro de seda que se presume era de la Marquesa.
El 4 de junio de 1904, fecha que coincidía con el aniversario del sacrificio del general, fue conducido el féretro con sus restos desde el Convento hasta la Catedral de Quito, donde se le rindieron los honores póstumos de rigor. La oración fúnebre estuvo a cargo de Federico González Suárez, Obispo de Ibarra, quien hizo alusión al devoto amor de la viuda: «La dignísima Marquesa de Solanda lloraba callando, cumpliendo, como Ezequiel, la orden de Dios de gemir en silencio(…) Aquella guarda celosa, vigilante del cadáver, constará siempre como rasgo de gran altura y nobleza. Hay allí una medida del dolor».

### Segundo matrimonio

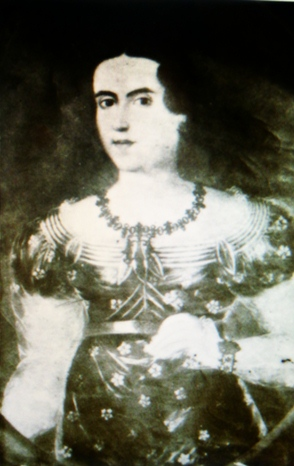
Mariana Carcelén en una pintura del siglo XIX, cuyo paradero se desconoce desde 1947.

El 16 de julio de 1831 contrajo nuevo matrimonio, tras trece meses y doce días de viudez, con el General colombiano Isidoro Barriga y López de Castro, quien había sido subalterno de Sucre durante la campaña del Perú. Sin duda, esta fue la más controvertida de sus decisiones. Según el historiador Grisanti, ella había incurrido en un “adulterio moral” pues la costumbre de la época era consagrarse a la castidad en respeto a la memoria del ser querido o dejar pasar al menos cinco años antes de volverse a casar. Para otros, como Rumazo, Mariana era aún joven y su vida no podía detenerse. Cabe recordar que el general Obando ya había acusado a Barriga del asesinato del Mariscal, por encontrarse interesado en la acaudalada Marquesa, y a cuya acusación respondía la carta que ella le había enviado enfurecida un año atrás, pues el general Barriga era amigo íntimo de la familia Carcelén, y durante los días posteriores al asesinato se presentó en casa de la viuda para dirigir el rescate de los restos de Sucre.
El segundo matrimonio fue contraído con el beneplácito de toda la familia. Barriga había sido el más constante visitante de Mariana en los últimos meses, habiendo mantenido una conducta apropiada. Después del matrimonio, el General empezó a llevar una vida disipada.
Algunos historiadores como Luis Augusto Cuervo y José María Barreto aseguran que el 16 de noviembre de 1831, a pocos meses de casado, el general Barriga se puso a jugar con la niña Teresa en brazos y, de pronto, se le cayó al patio, muriendo instantáneamente. Hay quienes han querido ver en esto un crimen, pero se sabe que fue un accidente trágico por descuido, pues nunca el General Barriga fue considerado un hombre sanguinario ni mucho menos, pues siempre pasó por ser una persona bondadosa. La niña fue sepultada en la cripta de la familia Carcelén en la iglesia de San Francisco. Por su parte, otros estudiosos como Mariano Aguilera, Luis Arboleda y Alfredo Flores Caamaño, apoyados en testimonios de las familias Carcelén y Sucre, refutaron esta versión por venir de dos autores que a toda costa buscaron menoscabar la reputación de la marquesa de Solanda y que no señalaron fuentes fiables más que lo que habían escuchado de ancianos cuyos nombres convenientemente olvidaron. Este segundo grupo sostiene que la pequeña hija del Gran Mariscal habría muerto por afecciones estomacales, una causa común en los niños de aquella época.
El 21 de junio de 1832, nació su segundo hijo, llamado Manuel Felipe Barriga y Carcelén de Guevara, aunque posteriormente se presentaba como Luis Felipe. Al año siguiente, los negocios de la marquesa registran un claro retroceso. La hacienda de La Huaca y sus demás bienes se hallaban comprometidos en deudas y litigios. Barriga no había demostrado ser un buen administrador y llegó incluso a sugerirle a su esposa pedir una ayuda económica al gobierno de Bolivia. Finalmente, el 29 de mayo de 1850, el general Barriga murió en Quito y fue enterrado en la iglesia de La Merced.

### Tercer matrimonio
Mariana contrajo terceras nupcias con el abogado José Baltazar Carrión Torres, un hombre nueve años menor que ella y oriundo de Loja. El matrimonio, celebrado alrededor del mes de mayo de 1851, se llevó a cabo debido al embarazo de dos meses que tenía la marquesa. A fines de año nacería el fruto de este nuevo enlace, la pequeña Mercedes Soledad Carrión y Carcelén de Guevara, que lamentablemente no alcanzaría la edad adulta, probablemente debido a problemas relacionados con la avanzada edad en que la tuvo.

### Últimos años y muerte

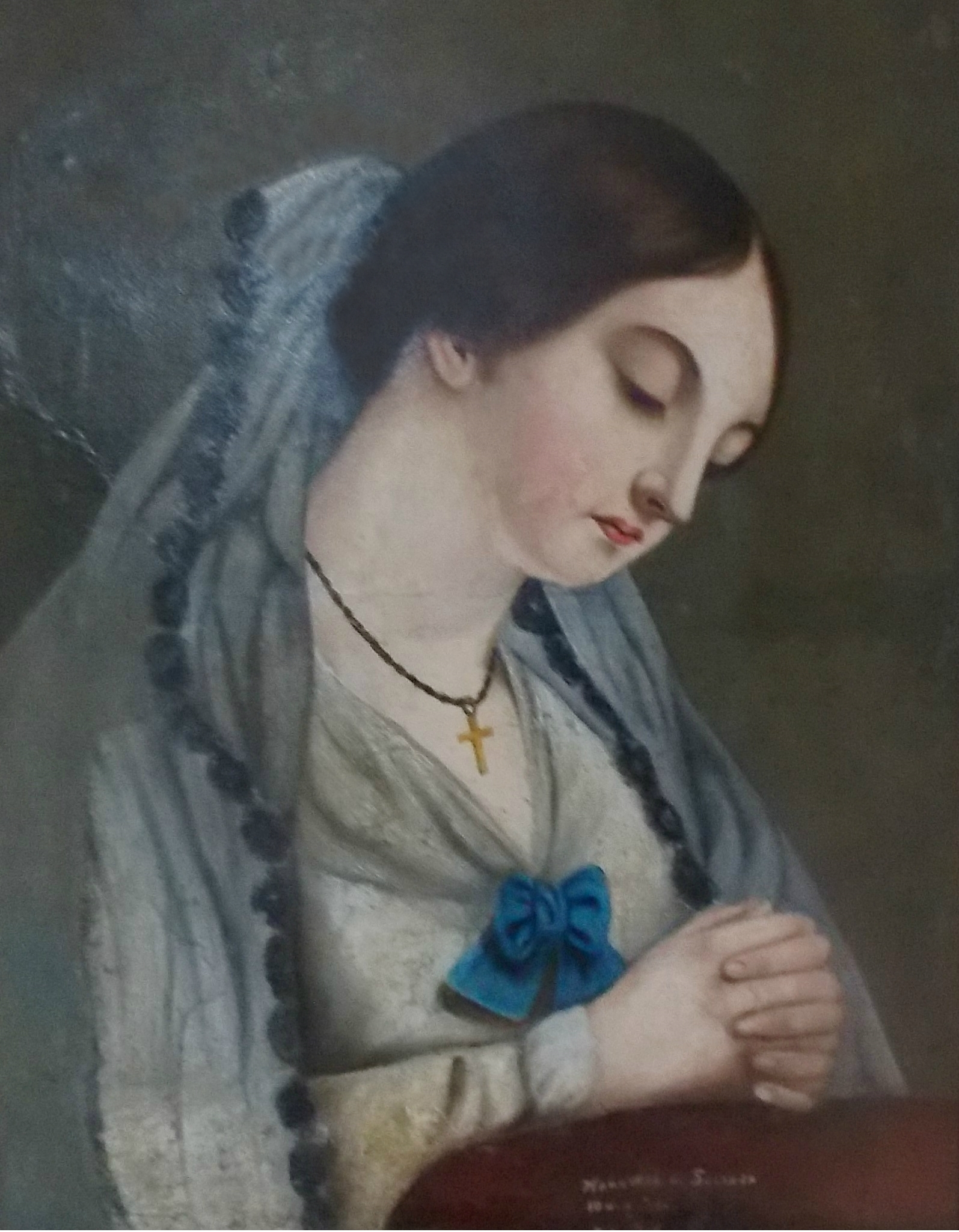
Uno de los últimos retratos de la marquesa de Solanda y Villarocha.

Durante los últimos años de vida de la marquesa, la conducta irregular que entonces llevaba su hijo Felipe, único sobreviviente de sus vástagos, debió molestarla. De igual forma desaprobó el matrimonio de éste con Josefina Flores Jijón, hija del general Juan José Flores, a quien Mariana odiaba por creer que estaba relacionado con la muerte de su primer esposo, el mariscal Sucre.
El 15 de diciembre de 1861 a los 56 años de edad, la marquesa falleció como consecuencia de alguna infección generalizada, mientras se encontraba en la Quinta La Delicia de Cotocollao. Fue enterrada en la iglesia de El Tejar. En los últimos tiempos Mariana Carcelén realizaba obras de caridad, lo que hizo que su muerte fuera sentida y llorada casi por toda la ciudad de Quito.

## Genealogía
|  | |  |  |  |  |  |  |  |  |  |  |  |  |  |  |  |
|  | 16. Pablo José Carcelén de Guevara y Vera                                                            |  |  |  |  |  |  |  |  |  |  |  |  |  |  |  |
|  | |  |  |  |  |  |  |  |  |  |  |  |  |  |  |  |
|  | |  |  |  |  |  |  |  |  |  |  |  |  |  |  |  |
|  | 8. Pablo Carcelén de Guevara y Lago-Bahamonde IV Marqués de Villarocha                               |  |  |  |  |  |  |  |  |  |  |  |  |  |  |  |
|  | |  |  |  |  |  |  |  |  |  |  |  |  |  |  |  |
|  | |  |  |  |  |  |  |  |  |  |  |  |  |  |  |  |
|  | 17. María Josefa Lago-Bahamonde y Rocha III Marquesa de Villarocha                                   |  |  |  |  |  |  |  |  |  |  |  |  |  |  |  |
|  | |  |  |  |  |  |  |  |  |  |  |  |  |  |  |  |
|  | |  |  |  |  |  |  |  |  |  |  |  |  |  |  |  |
|  | 4. José Carcelén de Guevara y Pérez de Ubillús V Marqués de Villarocha                               |  |  |  |  |  |  |  |  |  |  |  |  |  |  |  |
|  | |  |  |  |  |  |  |  |  |  |  |  |  |  |  |  |
|  | |  |  |  |  |  |  |  |  |  |  |  |  |  |  |  |
|  | 18. Capitán Pedro Pérez de Ubillús y Velasco                                                         |  |  |  |  |  |  |  |  |  |  |  |  |  |  |  |
|  | |  |  |  |  |  |  |  |  |  |  |  |  |  |  |  |
|  | |  |  |  |  |  |  |  |  |  |  |  |  |  |  |  |
|  | 9. María Petrona Pérez de Ubillús                                                                    |  |  |  |  |  |  |  |  |  |  |  |  |  |  |  |
|  | |  |  |  |  |  |  |  |  |  |  |  |  |  |  |  |
|  | |  |  |  |  |  |  |  |  |  |  |  |  |  |  |  |
|  | 19. Francisca Luna y Góngora                                                                         |  |  |  |  |  |  |  |  |  |  |  |  |  |  |  |
|  | |  |  |  |  |  |  |  |  |  |  |  |  |  |  |  |
|  | |  |  |  |  |  |  |  |  |  |  |  |  |  |  |  |
|  | 2. Felipe Carcelén de Guevara y Sánchez de Orellana VII Marqués de Solanda VI Marqués de Villarrocha |  |  |  |  |  |  |  |  |  |  |  |  |  |  |  |
|  | |  |  |  |  |  |  |  |  |  |  |  |  |  |  |  |
|  | |  |  |  |  |  |  |  |  |  |  |  |  |  |  |  |
|  | 20. Antonio Sánchez de Orellana y Ramírez de Arellano I Marqués de Solanda                           |  |  |  |  |  |  |  |  |  |  |  |  |  |  |  |
|  | |  |  |  |  |  |  |  |  |  |  |  |  |  |  |  |
|  | |  |  |  |  |  |  |  |  |  |  |  |  |  |  |  |
|  | 10. Pedro Javier Sánchez de Orellana y Góngora II Marqués de Solanda                                 |  |  |  |  |  |  |  |  |  |  |  |  |  |  |  |
|  | |  |  |  |  |  |  |  |  |  |  |  |  |  |  |  |
|  | |  |  |  |  |  |  |  |  |  |  |  |  |  |  |  |
|  | 21. Elvira de Góngora y Pérez de Inurrigarro                                                         |  |  |  |  |  |  |  |  |  |  |  |  |  |  |  |
|  | |  |  |  |  |  |  |  |  |  |  |  |  |  |  |  |
|  | |  |  |  |  |  |  |  |  |  |  |  |  |  |  |  |
|  | 5. Isidora Sánchez de Orellana y Rada                                                                |  |  |  |  |  |  |  |  |  |  |  |  |  |  |  |
|  | |  |  |  |  |  |  |  |  |  |  |  |  |  |  |  |
|  | |  |  |  |  |  |  |  |  |  |  |  |  |  |  |  |
|  | 22. General Juan Francisco de Rada Alvarado y Santander                                              |  |  |  |  |  |  |  |  |  |  |  |  |  |  |  |
|  | |  |  |  |  |  |  |  |  |  |  |  |  |  |  |  |
|  | |  |  |  |  |  |  |  |  |  |  |  |  |  |  |  |
|  | Francisca de Rada Alvarado y Ortiz de Vargas                                                         |  |  |  |  |  |  |  |  |  |  |  |  |  |  |  |
|  | |  |  |  |  |  |  |  |  |  |  |  |  |  |  |  |
|  | |  |  |  |  |  |  |  |  |  |  |  |  |  |  |  |
|  | 23. Juana Ortiz de Vargas Ponce de León                                                              |  |  |  |  |  |  |  |  |  |  |  |  |  |  |  |
|  | |  |  |  |  |  |  |  |  |  |  |  |  |  |  |  |
|  | |  |  |  |  |  |  |  |  |  |  |  |  |  |  |  |
|  | 1. Mariana Carcelén de Guevara y Larrea-Zurbano VIII Marquesa de Solanda VII Marquesa de Villarrocha |  |  |  |  |  |  |  |  |  |  |  |  |  |  |  |
|  | |  |  |  |  |  |  |  |  |  |  |  |  |  |  |  |
|  | |  |  |  |  |  |  |  |  |  |  |  |  |  |  |  |
|  | 24. Juan Dionisio de Larrea-Zurbano y Pérez-Manrique de Lara Caballero de la Orden de Calatrava      |  |  |  |  |  |  |  |  |  |  |  |  |  |  |  |
|  | |  |  |  |  |  |  |  |  |  |  |  |  |  |  |  |
|  | |  |  |  |  |  |  |  |  |  |  |  |  |  |  |  |
|  | 12. Gral. Pedro Ignacio de Larrea-Zurbano y Dávalos-Sotomayor                                        |  |  |  |  |  |  |  |  |  |  |  |  |  |  |  |
|  | |  |  |  |  |  |  |  |  |  |  |  |  |  |  |  |
|  | |  |  |  |  |  |  |  |  |  |  |  |  |  |  |  |
|  | 25. María Tomasa Dávalos-Sotomayor y Villagómez-Larráspuru                                           |  |  |  |  |  |  |  |  |  |  |  |  |  |  |  |
|  | |  |  |  |  |  |  |  |  |  |  |  |  |  |  |  |
|  | |  |  |  |  |  |  |  |  |  |  |  |  |  |  |  |
|  | 6. Cap. Manuel Joaquín de Larrea-Zurbano y Santa Coloma                                              |  |  |  |  |  |  |  |  |  |  |  |  |  |  |  |
|  | |  |  |  |  |  |  |  |  |  |  |  |  |  |  |  |
|  | |  |  |  |  |  |  |  |  |  |  |  |  |  |  |  |
|  | 26. Gaspar de Santa Coloma y Leguina-Laya                                                            |  |  |  |  |  |  |  |  |  |  |  |  |  |  |  |
|  | |  |  |  |  |  |  |  |  |  |  |  |  |  |  |  |
|  | |  |  |  |  |  |  |  |  |  |  |  |  |  |  |  |
|  | 13. Catalina Clemencia de Santa Coloma y Gondrá-Villela                                              |  |  |  |  |  |  |  |  |  |  |  |  |  |  |  |
|  | |  |  |  |  |  |  |  |  |  |  |  |  |  |  |  |
|  | |  |  |  |  |  |  |  |  |  |  |  |  |  |  |  |
|  | 27. Clara Gondra-Villela y Legorburu-Santa Coloma                                                    |  |  |  |  |  |  |  |  |  |  |  |  |  |  |  |
|  | |  |  |  |  |  |  |  |  |  |  |  |  |  |  |  |
|  | |  |  |  |  |  |  |  |  |  |  |  |  |  |  |  |
|  | 3. Teresa de Larrea-Zurbano y Jijón                                                                  |  |  |  |  |  |  |  |  |  |  |  |  |  |  |  |
|  | |  |  |  |  |  |  |  |  |  |  |  |  |  |  |  |
|  | |  |  |  |  |  |  |  |  |  |  |  |  |  |  |  |
|  | 28. Cristóbal de Jijón y Oronoz-Caricaburu                                                           |  |  |  |  |  |  |  |  |  |  |  |  |  |  |  |
|  | |  |  |  |  |  |  |  |  |  |  |  |  |  |  |  |
|  | |  |  |  |  |  |  |  |  |  |  |  |  |  |  |  |
|  | 14. José de Jijón y León-López de Olmedo                                                             |  |  |  |  |  |  |  |  |  |  |  |  |  |  |  |
|  | |  |  |  |  |  |  |  |  |  |  |  |  |  |  |  |
|  | |  |  |  |  |  |  |  |  |  |  |  |  |  |  |  |
|  | 29. Magdalena de León-López de Olmedo y Chiriboga-Daza                                               |  |  |  |  |  |  |  |  |  |  |  |  |  |  |  |
|  | |  |  |  |  |  |  |  |  |  |  |  |  |  |  |  |
|  | |  |  |  |  |  |  |  |  |  |  |  |  |  |  |  |
|  | 7. María Teresa de Jijón y Chiriboga-Daza                                                            |  |  |  |  |  |  |  |  |  |  |  |  |  |  |  |
|  | |  |  |  |  |  |  |  |  |  |  |  |  |  |  |  |
|  | |  |  |  |  |  |  |  |  |  |  |  |  |  |  |  |
|  | 30. Juan José de Chiriboga-Daza y Luna-Góngora                                                       |  |  |  |  |  |  |  |  |  |  |  |  |  |  |  |
|  | |  |  |  |  |  |  |  |  |  |  |  |  |  |  |  |
|  | |  |  |  |  |  |  |  |  |  |  |  |  |  |  |  |
|  | 15. Magdalena Casimira de Chiriboga-Daza y Bastarrechea-León                                         |  |  |  |  |  |  |  |  |  |  |  |  |  |  |  |
|  | |  |  |  |  |  |  |  |  |  |  |  |  |  |  |  |
|  | |  |  |  |  |  |  |  |  |  |  |  |  |  |  |  |
|  | 31. Catalina de Bastarrechea y León-Chiriboga                                                        |  |  |  |  |  |  |  |  |  |  |  |  |  |  |  |
|  | |  |  |  |  |  |  |  |  |  |  |  |  |  |  |  |
|  | |  |  |  |  |  |  |  |  |  |  |  |  |  |  |  |

## En la ficción
Mariana Carcelén de Guevara es protagonista de varias obras de ficción histórica, entre ellas:
- «Mariana Carcelén: una historia en el estrado», novela de la escritora ecuatoriana Tania Roura, publicada en 2007.[14]